# Dynatrace
A Dynatrace, Inc. é uma empresa americana global de tecnologia que fornece uma plataforma de observabilidade de software baseada em inteligência artificial (IA) e automação.
As tecnologias da Dynatrace são usadas para monitorar, analisar e otimizar o desempenho de aplicativos, a infraestrutura de TI, a experiência do usuário, e  para auxiliar no desenvolvimento de software e práticas de segurança, sendo voltado para empresas e agências governamentais.
A plataforma de observabilidade da Dynatrace usa uma forma proprietária de AI chamada Davis para descobrir, mapear e monitorar aplicações, como microsserviços, plataformas de orquestração de contêineres como Kubernetes, e infraestrutura de TI executada em ambientes de rede multicloud, nuvem híbrida e hyperscalers . A plataforma também fornece correção automatizada de problemas e análise de impacto de carbono de TI. A plataforma Dynatrace fornece observabilidade de toda a pilha de soluções visando simplificar a complexidade da computação nativa em nuvem e acelerar a transformação digital e a migração para a nuvem de uma organização.

## História
A Dynatrace foi fundada por Bernd Greifeneder, Sok-Kheng Taing e Hubert Gerstmayr em 2 de fevereiro de 2005 em Linz, Áustria, como dynaTrace Software GmbH, sendo adquirida pela Compuware em 2011. Em 2014, a empresa de private equity Thoma Bravo tornou a empresa privada, e seu grupo Compuware APM foi renomeado para Dynatrace.
A Dynatrace investe na construção de automação DevOps e SRE e contribui com desenvolvimentos para a Cloud Native Computing Foundation (CNCF), incluindo para o software Keptn, um plano de controle conectável de código aberto para orquestração do ciclo de vida de aplicativos nativos da nuvem. A Dynatrace é também um importante contribuidor e investidor em atividades comunitárias de código aberto relacionadas à observabilidade e ao desempenho. Exemplos incluem o W3C Trace Context, do qual a Dynatrace é membro fundador e copresidente, a OpenTelemetria, e a OpenFeature. Outras tecnologias de código aberto que a Dynatrace contribui incluem MONACO, Barista e Dynahist.
Em 1º de agosto de 2019, a Dynatrace concluiu sua oferta pública inicial na Bolsa de Valores de Nova Iorque.

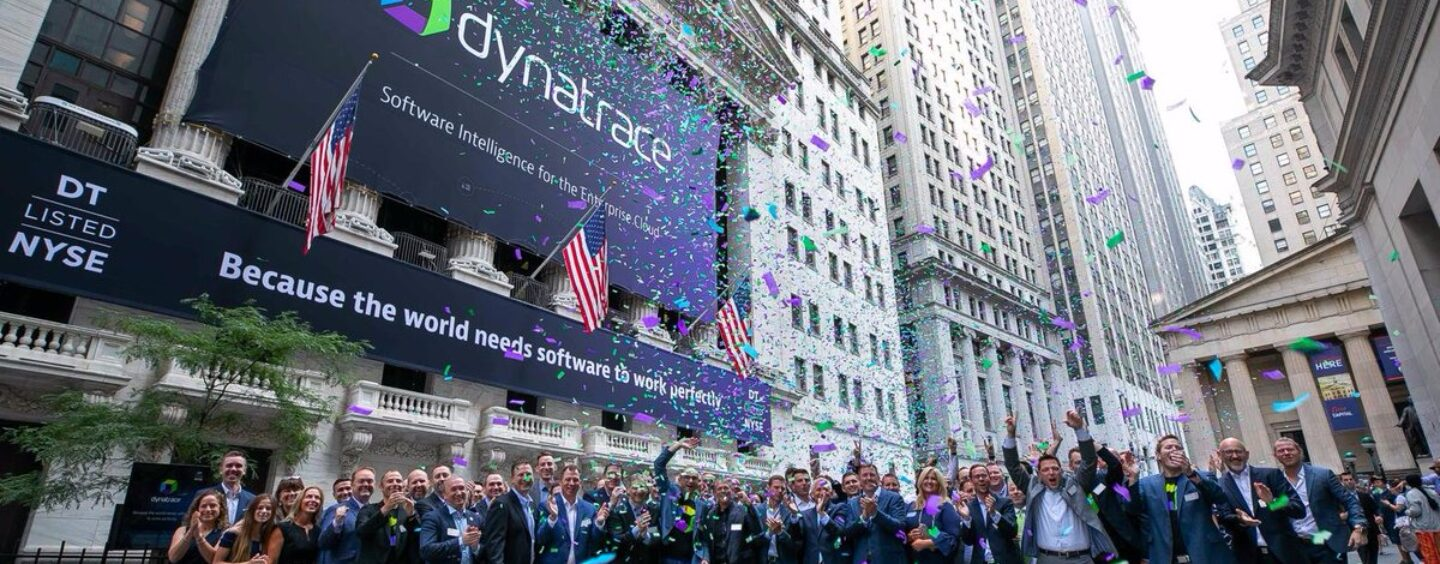
Celebração da oferta pública inicial da Dynatrace na Bolsa de Valores de Nova Iorque, em primeiro de agosto de 2019

A sede da Dynatrace está localizada em Waltham, Massachusetts, com laboratórios de pesquisa e desenvolvimento baseados em vários locais na Áustria, Estônia, Polônia, Espanha, Israel e Estados Unidos. A Dynatrace também hospeda mais 60 escritórios em todo o mundo, incluindo Austrália, Brasil, Cingapura e Reino Unido.

### Aquisições
Keynote Systems : Em 2015, a Dynatrace se fundiu com a Keynote Systems, uma fornecedora rival de serviços de application performance monitoring, cuja empresa de private equity Thoma Bravo também havia adquirido. A Keynote, fundada em 1995, foi uma das primeiras fornecedoras de métricas de desempenho da Internet, incluindo seu produto "Perspectiva Keynote", de em 1996, o Business 40 Internet Performance Index, de 1997, e seu produto Streaming Perspective, de 2000.
Matrix.net (Matrix Information and Directory Services, Xaffire) : As aquisições da Keynote que eventualmente foram incorporadas à Dynatrace incluem a Xaffire Inc., cuja unidade de negócios em Austin, fora adquirida pela Keynote em dezembro de 2003, tendo emergido da combinação da Alignment Software Inc. .com a Matrix NetSystems, também conhecida como Matrix.net e Matrix Information and Directory Services Inc. A Matrix, operada pelo pioneiro da Internet John Quarterman, era conhecida por seus censos de hosts de Internet e seus mapas estatísticos e "boletins meteorológicos" da Internet. .
Qumram : Em 9 de novembro de 2017, a Dynatrace anunciou a aquisição da Qumram, uma empresa de tecnologia que fornece uma plataforma de reprodução de sessão para aplicativos móveis e aplicações web.
SpectX : Em 14 de setembro de 2021, a Dynatrace adquiriu a SpectX, uma empresa de análise e processamento de queries em alta velocidade.
Rookout : Em 31 de julho de 2023, a Dynatrace anunciou a aquisição da Rookout, uma empresa que fornece uma plataforma de observabilidade focada nos desenvolvedores.

## Reconhecimento da indústria
A Dynatrace foi nomeada líder no Gartner Magic Quadrant de 2021, 2022 e 2023 para APM e observabilidade, e a melhor posicionada em termos de visão e execução. A Dynatrace também foi reconhecida como Escolha do Cliente e classificada em primeiro lugar em todos os seis casos de uso na voz do cliente do Gartner Peer Insights de 2023 para APM e observabilidade.
Em 2022, a Dynatrace recebeu 3 prêmios da Comparably, melhor lugar para trabalhar em 2022, melhor cultura global em 2022 e melhor perspectiva da empresa em 2022.
A Dynatrace foi nomeada "líder em observabilidade nativa da nuvem" no ISG Provider Lens – Container Services & Solutions Report de 2021.
A Forrester reconheceu a Dynatrace como líder no relatório Forrester Wave: AIOps 2020 .
Os usuários do G2 classificaram o Dynatrace como a plataforma de observabilidade nº 1 em 2020.
O AI Breakthrough Awards reconheceu a Dynatrace como a melhor empresa geral de análise baseada em IA para inteligência de negócios e análises.
A Constellation Shortlist nomeou a Dynatrace como uma das sete principais empresas em sua Shortlist for Digital Performance Management .